# Hôtel de ville de Malines
L'hôtel de ville de Malines (Stadhuis van Mechelen en néerlandais) est un bâtiment situé sur la Grand-Place (Markt) de la ville belge de Malines en province d'Anvers.
L'hôtel de ville se situe sur le côté est de la Grand-Place de Malines (Grote Markt en néerlandais) et se compose de trois parties :
- le Palais du Grand Conseil (de Paleis van de Grote Raad)
- le Beffroi (het Belfort)
- la Halle aux Draps (de Lakenhal)

Depuis 1914, ces bâtiments servent d'hôtel de ville.

## Palais du Grand Conseil

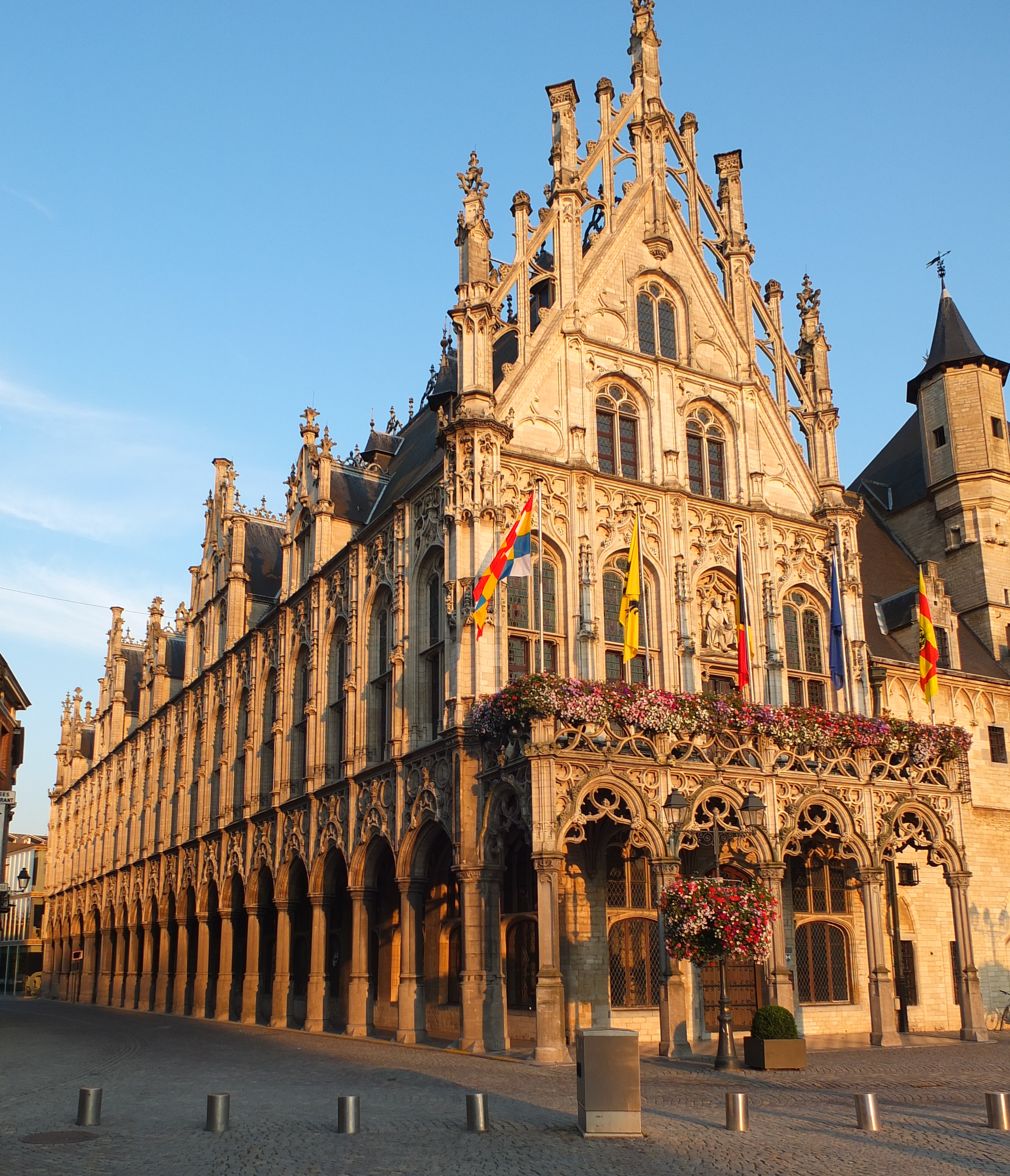
Le Palais du Grand Conseil

Le palais a été construit en 1526 par Rombout II Keldermans pour abriter le Grand Conseil de Malines. Cependant, le bâtiment n'a jamais été terminé, une pénurie d'argent l'a empêché d'être achevé au-delà du rez-de-chaussée. Ce bâtiment est resté inachevé pendant près de 400 ans. Entre 1900 et 1911, il a finalement été achevé selon les plans originaux du XVIe siècle, sous la direction des architectes Van Boxmeer et Langerock et a été meublé dans un style néo-gothique. Le palais abrite une riche salle de mariage, de conseil et de colonne et une tapisserie du XVIe siècle sur la bataille de Tunis.

## Beffroi

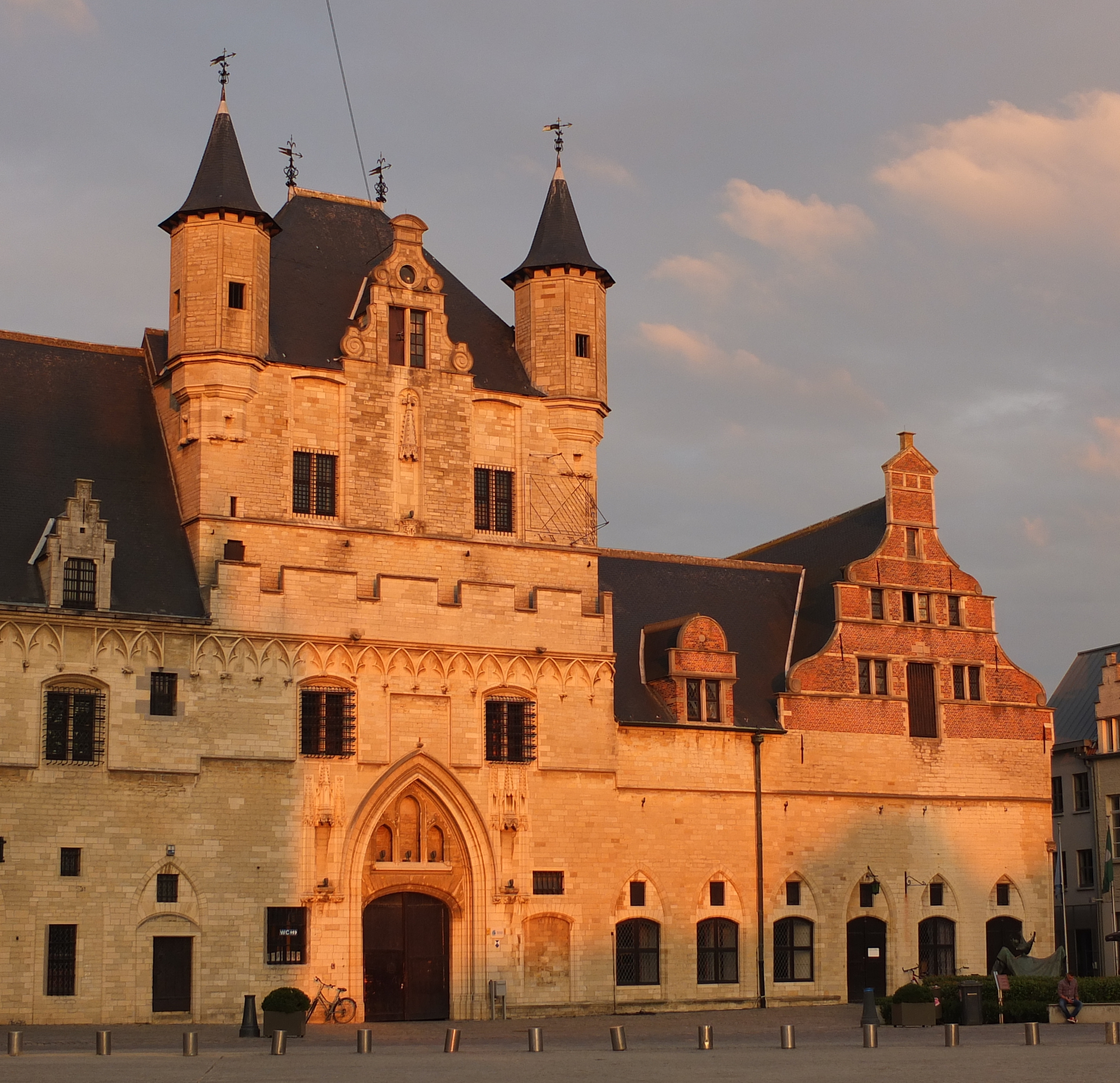
Le beffroi et la halle aux Draps

Le beffroi est un bâtiment gothique du XIVe siècle et a plusieurs éléments baroques du XVIIe siècle. La tour elle-même n'a jamais été complètement terminée comme prévu car, à cause du déclin du commerce drapier, les moyens financiers nécessaires manquèrent. De plus, le côté nord a été démoli en 1526 pour construire le Palais du Grand Conseil. Le beffroi reçoit un toit provisoire deux siècles plus tard. Ce toit est toujours debout.
Depuis 1999, le beffroi est repris sur la liste du patrimoine mondial de l'UNESCO avec les autres beffrois de Belgique et de France. Comme Anvers et Dunkerque, la ville de Malines possède deux beffrois repris sur cette liste.

## Halle aux Draps
La Halle aux Draps a été construite de 1311 à 1326 et était utilisée pour le commerce du textile. En 1342, un incendie fait rage et elle est reconstruite de façon drastique.